# Trump Tower Manila
La Trump Tower Manila, también conocida como Trump Tower at Century City, es un rascacielos residencial situado en Makati, una de las ciudades que componen el Gran Manila (Filipinas). Se encuentra dentro del desarrollo de uso mixto Century City, en la población de Makati. Es el tercer edificio más alto de Filipinas y el segundo más alto de Makati.

## Historia
El showroom de la Trump Tower Manila abrió sus puertas a principios de 2012, aunque la empresa afirmó que las reservas de viviendas empezaron en septiembre de 2011. La ceremonia de puesta de la primera piedra del edificio se realizó en junio de 2012, y su inauguración estaba prevista para noviembre de 2017. La construcción ya estaba casi finalizada en noviembre de 2016. La torre, cuya construcción costó 150 millones de dólares, tiene 57 plantas y 250.70 metros de altura.

## Diseño y arquitectura
Century City Development Corp., una filial del Century Properties Group, fue la promotora de este rascacielos residencial, bajo licencia del magnate inmobiliario y presidente de los Estados Unidos Donald Trump, a través de Trump Marks Philippines LLC.
El concepto de diseño de la Trump Tower Manila se caracteriza por su fachada «pelada», que incorpora balcones interiores. Este elemento arquitectónico está definido por las esquinas superior e inferior, que se abren. La fachada también desempeña una función respetuosa con el medio ambiente, al proporcionar sombra adaptándose a la orientación del edificio con relación al recorrido del sol.